# Portugalska Partia Komunistyczna
Portugalska Partia Komunistyczna (port. Partido Comunista Português, PCP) – portugalska lewicowa partia polityczna. Jest ugrupowaniem marksistowsko-leninowskim, a jego organizacja bazuje na zasadzie centralizmu demokratycznego. Partia ta jednocześnie określa się jako patriotyczna i internacjonalistyczna.
PCP została założona w 1921 roku jako portugalska sekcja Międzynarodówki Komunistycznej (Kominternu). Została zdelegalizowana w wyniku zamachu stanu w późnych latach 20. XX wieku. Była jedną z głównych sił opozycyjnych względem długoletniego reżimu António de Oliveira Salazara. W czasie trwającej pięć dekad dyktatury, członkowie partii byli inwigilowani przez policję polityczną, PIDE, prowadząc działalność podziemną, zagrożeni byli bowiem aresztowaniami, torturami czy nawet śmiercią. W 1938 PCP została usunięta z Międzynarodówki. Kontakty z ZSRR nawiązała ponownie w 1947. Do bezkrwawej rewolucji goździków, która zniosła 48-letni reżim, w 1974 roku 36 członków Komitetu Centralnego PCP przeżyło w więzieniach razem ponad 300 lat.
Po upadku dyktatury, partia ta stała się jedną z głównych sił politycznych, stając się popularną zwłaszcza wśród robotników. Jej rola zmniejszyła się po upadku bloku wschodniego, jednak PCP wciąż popierana jest przez spory odsetek mieszkańców Portugalii, zwłaszcza tych pochodzących z wiejskich rejonów Alentejo i Ribatejo oraz mocno uprzemysłowionych terenów niedaleko Lizbony i Setúbal, gdzie partia sprawuje władzę w kilku lokalnych okręgach.
Organem prasowym partii jest tygodnik „Avante!” („Naprzód!”), wydawany od 1931. Młodzieżówka PCP to Portugalska Komunistyczna Młodzież, która jest członkiem Światowej Federacji Demokratycznej Młodzieży.

## Historia

### Założenie nowego ugrupowania
Po zakończeniu I wojny światowej w 1918 roku, Portugalia popadł w głęboki kryzys gospodarczy, częściowo z powodu interwencji militarnej w wojnie. Klasa pracowników odpowiedziała na pogarszającą się poziomu życia falą strajków. Przy wsparciu bolszewickiej Rosji, klasa robotnicza zdobyła wreszcie historyczne zwycięstwo, 8-godziny dzień pracy. We wrześniu 1919 roku, ruch klasy robotniczej założył Generalną Konfederacje Pracy (CGT). Jego głównym celem było propagowanie idei rewolucyjnych i socjalistycznych, oraz opracowanie i zorganizowanie ruchu robotniczego.
Po pewnym czasie członkowie związków zawodowych poczuli potrzebę rewolucyjnej awangardy wśród pracowników portugalskich. Po kilku spotkaniach w różnych biurach związków, a przy pomocy Kominternu, została założona portugalska partia komunistycznej, doszło do tego 6 marca 1921.
Inaczej, niż to stało się w większości krajów europejskich, Portugalska Partia Komunistyczna nie powstała z rozłamu w Partii Socjalistycznej, ale została założona w większości przez dotychczasowych działaczy rewolucyjnego syndykalizmu i anarchosyndykalizmu.
W listopadzie 1923 roku w Lizbonie odbył się I Kongres Partii Komunistycznej, z José Carlos jako liderem partii. Około 100 organizacji wzięło udział w kongresie, i potwierdziło swoją solidarność ze Związkiem Radzieckim.

### Działalność opozycyjna wobec reżimu
Po przewrocie z 28 maja 1926 roku, PCP została zakazana i została zmuszona do działania w tajemnicy. Zbiegiem okoliczności, zamach stanu odbył się w przededniu II Zjazdu, który doprowadził do jego zawieszenia. Partia została zreorganizowana w 1929 roku przez Antonio Bento Gonçalvesa. Jednak w 1938 roku, PCP została wydalona z Kominternu. Wydalenie było uzasadnione gwałtownym spadkiem działalności partii, po żarliwym początku w 1920 roku.
Skarga na PCP, podpisana przez Georgi Dymitrowa, została podjęta częściowo z powodu prześladowań organizacji takich jak Komunistycznej Partii Polski, czy działaczy jak na przykład Béla Kun, przez dążącego do dyktatury Józefa Stalina. Te wydarzenia, między innymi, doprowadziły do rozpadu Kominternu w 1943 roku. PCP przywróciło stosunki z ruchem komunistycznym i ZSRR w 1947, po sporadycznych kontaktach z partiami komunistycznymi Hiszpanii (PCE) i Francji.
Po dojściu do władzy dyktatorskiej reżimu Salazara, wielu działaczy aresztowano, torturowano i zamordowano. Wielu trafiło do obozu koncentracyjnego Tarrafal, w tym Bento Goncalves, który ostatecznie tam zmarł. Ta ogromna fala aresztowań doprowadziła do znacznej reorganizacji w latach 1940–41. Zjazd po tych zmianach miały miejsce w 1943 i zdecydowano, że Partia Komunistyczna powinna zjednoczyć wszystkich, którzy chcieli przezwyciężyć juntę. Kolejną ważną decyzją była potrzeba zwiększenia wpływów partii w armii portugalskiej. Partia Komunistyczna po raz pierwszy utworzyła silną organizację podziemną zdolną walczyć z reżimem Salazara.
W 1945 roku wraz z upadkiem wielkich reżimów faszystowskich w II wojnie światowej, Salazar był zmuszony symulować pewne demokratyczne zmiany, aby utrzymać dobry wizerunek na zachodzie. Tak więc powstała legalna partia opozycyjna Ruch Jedności Demokratycznej. Początkowo była kontrolowana przez umiarkowaną opozycję, ale wkrótce znalazła się pod wpływem PCP. Ostatecznie, Ruch Jedności Demokratycznej została zakazana przez rząd w 1948 roku, po kilku falach represji.
Piąty kongres we wrześniu 1957 roku odbył się w Estoril. PCP zatwierdziła swój pierwszy program i ustawy. Kongres po raz pierwszy wyraził, oficjalne stanowisko w stosunku do kolonializmu, argumentując, że wszyscy ludzie mają prawo do samostanowienia, i poparł ruchy narodowowyzwoleńcze w portugalskich koloniach, takie jak MPLA w Angoli, FRELIMO w Mozambiku i PAIGC w Gwinei Bissau.

### W demokratycznej Portugalii
Zaraz po demokratycznej Rewolucji goździków, podstawowe prawa zostały przywrócone. 27 kwietnia, więźniowie polityczni zostali uwolnieni. 30 kwietnia, Alvaro Cunhal wrócił do Lizbony, gdzie został powitany przez tysiące ludzi. 1 maja obchodzony był po raz pierwszy od 48 lat, a około pół miliona osób zebrało się w Lizbonie aby usłyszeć przemówienia komunistycznego przywódcy Álvaro Cunhala i socjalisty Mário Soaresa. W dniu 17 maja, gazeta partii, Avante, wydała swój pierwszy legalny numer.
Kolejne miesiące upłynęły pod znakiem radykalnych zmian w kraju, zawsze bacznie obserwowane i wspierane przez PCP. Długi proces przywrócenia niepodległości kolonii został zainicjowany przy pełnym poparciu partii. Rok po rewolucji, doszło do pierwszych demokratycznych wyborów do parlamentu, PCP uzyskała 12,52% głosów i 30 posłów. W 1976 roku po przyjęciu konstytucji, zwiększyła swój udział procentowy głosów na 14,56% i 40 mandatów. Ugrupowanie stało się jedną z głównych sił na Portugalskiej scenie politycznej.
W 1987 komuniści i zieloni powołali wspólną koalicję wyborczą pod nazwą Unitarna Koalicja Demokratyczna.